# 1306
- Wikisource

| Calendário gregoriano                                                        | 1306 MCCCVI                                          |
| Ab urbe condita                                                              | 2059                                                 |
| Calendário arménio                                                           | 755 – 756                                            |
| Calendário bahá'í                                                            | -538 – -537                                          |
| Calendário budista                                                           | 1850                                                 |
| Calendário chinês                                                            | 4002 – 4003 Início a 15 de janeiro (aproximadamente) |
| Calendário copta                                                             | 1022 – 1023                                          |
| Calendário etíope                                                            | 1298 – 1299                                          |
| Calendários hindus - Vikram Samvat - Calendário nacional indiano - Cáli Iuga | 1361 – 1362 1227 – 1228 4406 – 4407                  |
| Calendário Holoceno                                                          | 11306                                                |
| Calendário islâmico                                                          | 705 – 706                                            |
| Calendário judaico                                                           | 5066 – 5067                                          |
| Calendário persa                                                             | 684 – 685                                            |
| Calendário rúnico                                                            | 1556                                                 |
| Calendário solar tailandês                                                   | 1849                                                 |

1306 (MCCCVI, na numeração romana) foi um ano comum do século XIV do Calendário Juliano, da Era de Cristo, a sua letra dominical foi B (52 semanas), teve início a um sábado e terminou também a um sábado.
No reino de Portugal estava em vigor a Era de César que já contava 1344 anos.
| Ano completo                   |
| ------------------------------ |
| Ano comum com início ao sábado |

## Eventos
- 25 de março - Roberto I da Escócia é coroado rei.
- 21 de junho - Filipe o Belo expulsa os judeus de França e confisca os seus bens.